# Toni Barpi

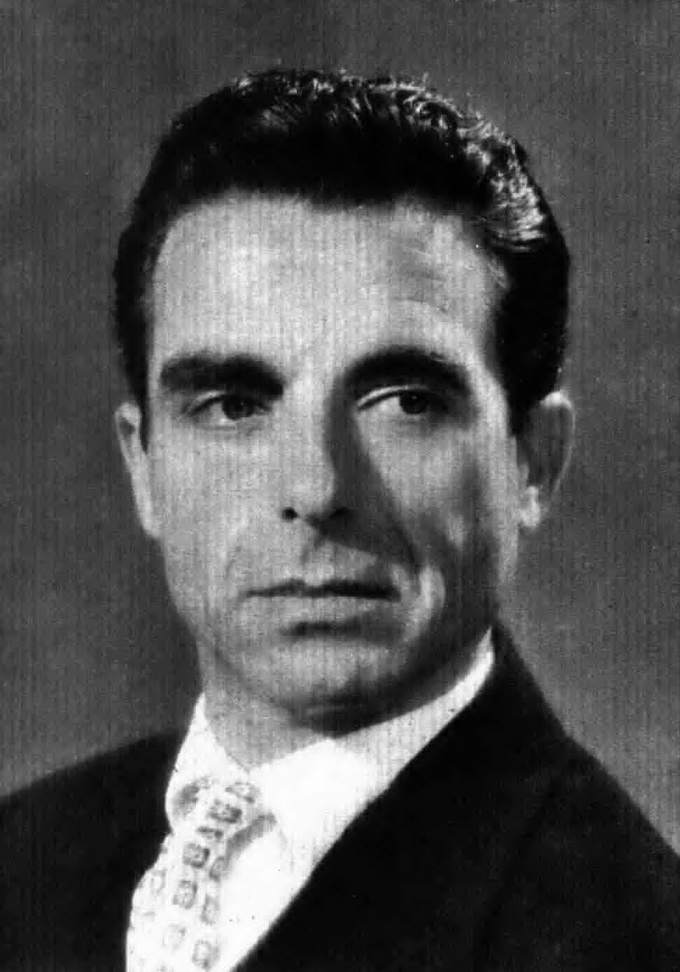
Toni Barpi im Jahr 1960

Antonio Barpi (* 13. Juni 1920 in Feltre; † 31. Oktober 2013 in Treviso) war ein italienischer Schauspieler.

## Leben
Barpi spielte hauptsächlich auf venezianischen Dialektbühnen, aber auch dreißig Jahre lang im Ensemble von Cesco Baseggio, neben dem er 1936 debütiert hatte. Mit seiner Kollegin und Frau Wanda Benedetti war er über viele Jahre für Radiosendungen aktiv und spielte zwischen 1954 und 1960 in einigen Fernsehinszenierungen. Großen Raum nahmen seine Aktivitäten für Kinder ein; so war er zwischen 1958 und 1966 im Fernsehen in zahlreichen Kindersendungen zu sehen. Auch seine wenigen Filmauftritte geschahen mehrfach für auf jugendliches Publikum zielende Filme von Angio Zane.

## Filmografie (Auswahl)
- 1959: Brigliadoro
- 1968: Babeck
- 1994: Quando le montagne finiscono